# Ahmed Huber

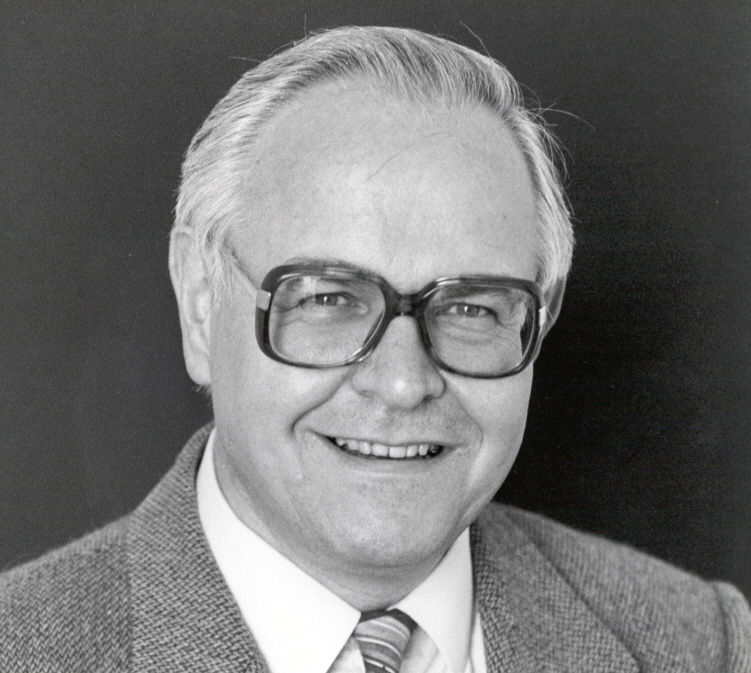
Ahmed Huber (1986)

Ahmed Huber (* 25. März 1927 als Albert Friedrich Armand Huber im Kanton Freiburg; † 15. Mai 2008 in Muri bei Bern) war ein zum Islam konvertierter Schweizer Bankmanager und Journalist. Deutsche, Schweizer und amerikanische Behörden bezeichneten ihn als Rechtsextremisten sowie als «Bindeglied zwischen der weltweiten Revisionistenszene und islamistisch motivierten Antisemiten».

## Leben
Ahmed Huber wurde als Albert Friedrich Armand Huber in einem protestantischen Elternhaus geboren. In den späten 1950er-Jahren war er in der Sozialdemokratischen Partei der Schweiz aktiv und kam durch ihre Unterstützung der algerischen Unabhängigkeitsbewegung erstmals mit dem Islam in Kontakt. Nachdem er in Genf in einem Zentrum der Muslimbrüder die islamischen Lehren studiert hatte, reiste er auf Anraten des damaligen ägyptischen Botschafters in der Schweiz Fathi al-Dhib nach Ägypten und trat dort 1962 offiziell zum Islam über. Er nannte sich von nun an Ahmad Abdallah Ramadan al-Swissri. Er war nun sunnitischer Muslim und wandte sich auch im Berner Bundeshaus auf dem Gebetsteppich gen Mekka.

### Bekanntschaft mit Nazis und Islamisten
In Ägypten machte er die Bekanntschaft von Mohammed Amin al-Husseini, Grossmufti von Jerusalem und NS-Kollaborateur sowie SS-Mitglied, über den Huber sich 1965 in einem Interview positiv äusserte, und Johann von Leers, einem der radikalsten antisemitischen Publizisten des nationalsozialistischen Deutschen Reiches, der unter dem Namen Omar Amin von Leers zum Islam übergetreten war und eine führende Rolle als Propagandist für Gamal Abdel Nasser spielte. Nach seiner Rückkehr in die Schweiz wurde Huber Vertrauter des Anwalts und Bankiers François Genoud, eines NS-Sympathisanten. In den 1970er- und 1980er-Jahren intensivierte Huber seine Kontakte zu Rechtsradikalen und Islamisten, insbesondere dem schiitischen Regime des Ruhollah Chomeini. Nachdem er sich gegenüber den Journalisten Jürg Frischknecht und Fredi Lerch demonstrativ zu seinen bisher nicht öffentlich bekannten Verbindungen zu neonazistischen Kreisen bekannt hatte, wurde Huber 1994 aus der Sozialdemokratischen Partei ausgeschlossen.
Bis 1981 arbeitete Ahmed Huber hauptberuflich als Bundeshausredaktor für den Schweizer Dienst der Nachrichtenagentur Deutscher Depeschendienst in Bern, zunächst unter Redaktionsleiter Wolfgang Kenntemich, dann unter Redaktionsleiter Urs C. Grassi. Später arbeitete Huber für das Verlagshaus Ringier, u. a. für Die Woche unter Frank A. Meyer.

### Schweizer Al-Taqwa-Bank-Affäre
Zeitgleich war Huber am Aufbau der Al Taqwa Bank («Gottesfurcht») im schweizerischen Lugano beteiligt und wurde eines von fünf Mitgliedern ihres Leitungsausschusses. Investoren der Bank waren u. a. Mitglieder der kuwaitischen Königsfamilie, der Familie Bin Laden und der in Katar ansässige Geistliche Yusuf al-Qaradawi. Im November 2001 wurden die Vermögenswerte der Finanzgruppe auf Weisung von US-Präsident George W. Bush eingefroren, da amerikanische Behörden Al Taqwa beschuldigten, Osama bin Laden und Al-Qaida finanziell zu unterstützen. Huber bestritt das, musste aber einräumen, sich mehrmals mit Bin-Laden-Anhängern in Beirut getroffen zu haben. Die Ermittlungen gegen Al Taqwa wurden im Mai 2005 eingestellt. Rechtsnachfolgerin der Al Taqwa wurde die Schweizer Nada Management Corporation, in deren Verwaltungsrat Huber sass. 2006 liess die schweizerische Bundesanwaltschaft alle Bankkonten des Unternehmens sperren und dessen Büros durchsuchen.

### Rechtsextreme Aktivitäten
Ab 1989 arbeitete Huber daneben an einer engeren Zusammenarbeit von Rechtsextremen und Islamisten gegen Israel und die Vereinigten Staaten («Jew-nited States of America», so Huber in einem Interview mit CNN). In den Vereinigten Staaten trat er beispielsweise als Vortragsredner bei der Nation of Islam auf, beim Europakongress 2000 der Jungen Nationaldemokraten sprach er zum Thema «Islam und Neue Rechte». Eine für den März 2001 geplante Konferenz in Beirut unter dem Titel «Revisionismus und Zionismus» wurde von der libanesischen Regierung verboten.
Huber wurde ausserdem seit Jahren als Geschichtsrevisionist bekannt. In England nahm er an vom Holocaustleugner David Irving organisierten Veranstaltungen teil, 1996 sprach er in einem Interview mit dem südafrikanischen muslimischen Sender Radio 786 vom «Holocaust-Schwindel», und im Oktober 2002 war er Redner auf einer von Neonazis organisierten Demonstration gegen die Wehrmachtsausstellung in München; das Kundgebungsmotto lautete: «Gegen die Geschichtslügen politischer Ideologen – Für die Ehre unserer Wehrmacht».

### Internationale Reaktionen
Huber stand ab November 2001 als einziger Schweizer Staatsbürger auf der Liste der terrorverdächtigen Organisationen und Personen des U.S. Department of State sowie einer Liste des United States Department of the Treasury, die die Blockierung von deren Eigentum und Überweisungsgeschäften legalisierte. In den Terrorismus-Listen des UN-Sicherheitsrats wurde Huber ebenfalls seit November 2001 aufgeführt. Seit Mai 2002 unterlag Huber auch in der Europäischen Gemeinschaft restriktiven Massnahmen. Auch die Schweiz setzte die UN-Sanktionen um.
Aufgrund des sogenannten travel ban des UN-Security Council Committee, nach der die UN-Mitgliedsstaaten verpflichtet wurden, den aufgeführten Personen und Einrichtungen die Einreise zu verwehren, musste Huber «damit rechnen, bei Grenzkontrollen im Ausland nach Hause spediert zu werden», so Roland E. Vock vom Schweizer Staatssekretariat für Wirtschaft (SECO). Huber selbst bestätigte 2007, dass er nicht in die USA, nach Kanada, England und in die Karibik fahren könne. Befragt, ob er von der Liste gestrichen werden wolle, antwortete Huber, dass er es «für eine Ehre» halte, auf der Liste von «Machthabern» zu stehen, die die Welt «mit Drohung, Aggression und Neokolonialismus überziehen».

### Letzte Jahre
Der mit einer Ägypterin verheiratete Huber, der im privaten Umgang als freundlich und charmant galt, lebte von einer bescheidenen Rente in seinem Haus in Muri bei Bern, nachdem er aufgrund des Terrorverdachtes das Erbe seines Bruders Peter, ebenfalls Journalist, nicht antreten konnte. Der Vater von zwei Söhnen und leidenschaftliche Sammler von Bildern und NS-Devotionalien verstarb dort, längere Zeit kränkelnd, altersbedingt im Alter von 81 Jahren am 15. Mai 2008.